# Euphorbia tulearensis
Euphorbia tulearensis är en törelväxtart som först beskrevs av Werner Rauh, och fick sitt nu gällande namn av Werner Rauh. Euphorbia tulearensis ingår i släktet törlar, och familjen törelväxter. IUCN kategoriserar arten globalt som akut hotad. Inga underarter finns listade i Catalogue of Life.